# Parafia Narodzenia Najświętszej Maryi Panny w Rynie Reszelskim
Parafia Narodzenia Najświętszej Maryi Panny w Rynie Reszelskim – parafia rzymskokatolicka, znajdująca się w archidiecezji warmińskiej, w dekanacie Biskupiec Reszelski. W parafii posługują księża archidiecezjalni. Według stanu na styczeń 2019 proboszczem parafii Rynie Reszelskim był ks. mgr Jerzy Waresiak, natomiast zgodnie ze stanem na kwiecień 2025 był nim ks. mgr Józef Bach.  